# Crackdown 2
 (juin 2018).
Si vous disposez d'ouvrages ou d'articles de référence ou si vous connaissez des sites web de qualité traitant du thème abordé ici, merci de compléter l'article en donnant les références utiles à sa vérifiabilité et en les liant à la section « Notes et références ».
Crackdown 2 est un jeu vidéo de tir à la troisième personne développé par Ruffian Games et édité par Microsoft Game Studios. Il est sorti en juillet 2010 en France et fait suite à Crackdown.

## Synopsis
"Crackdown 2"  se situe 10 ans après Crackdown, il faut sauver Pacific City d'une épidémie de mutants humains appelés "Freaks"

## Distribution voix
- Robert Clotworthy :
- Peter Lurie :
- Bob Joles :
- Roger Craig Smith :
- Andrew Kishino :
- Kevin Glikmann :
- EG Daily :
- Patrick Cavanaugh :
- Michael McConnohie :
- Cree Summer :
- Robin Atkin Downes :
- April Stewart :
- Phil Proctor :
- Cam Clarke :
- Bumper Robinson
- Fred Tatasciore :

## Musique
- Atari Teenage Riot -"Revolution Action"
- King Cannibal - "Aragami Style" ; "A Shining Force"
- R.E.M. - "Ignoreland" (Kleptone remix)
- Reso - "Otacon" ; "Slap Chop"
- Starkey - "Spacecraft"
- The Qemists - "Dem Na Like Me" ; "Affliction" ; "The Demand" (Ninja Tune)
- Rossi B & Luca (Feat. Killa P) - "Police Ar Come Run"
- The Damned - "Smash It Up" (remixe The Qemists)
- Joker and Ginz - "Purple City" ; "Psychedelic Runway" ; "Digidesign"
- Adam Freeland - "Do You" (Joker Remix)
- EL-B - "Damm"
- Tek-One - "Broken String"
- D*Minds feat. Ghost Dowg - "Maniac Cop"
- Jakes - "Scanners"
- DJ Prime Cuts featuring Dynamite MC -n"Warning" (Eddie K Remix)
- Mensah - "Pulse 80's"
- Stimming - "Song For Isabelle"
- ÂME - "Doldrums"
- Tokyo Black Star - "Kagura"
- Daedelus - "Touchtone"
- Klaus Schulze - "Invisible Musik"
- Headhunter - "Lifeform"
- Morgan Kuhli - "Airmusique" ; "Journey of a Bird"
- Johnny Cash - "Man In Black" (Scientific American remix)
- 7 Seconds - "We're Gonna Fight"
- Roots Manuva - "Witness (1 Hope)" (instrumental version)
- The Afflicted - "Here Come The Cops"
- John Fisher - "For Elisa"
- Creedence Clearwater Revival - "Bad Moon Rising"
- Noumena - "Aggregate" (from Hello Mr Ohler)
- Ohler - "Untitled 1" (from Hello Mr Ohler)
- Blue Öyster Cult - "Godzilla"
- Public Enemy - "Louder than a Bomb" (Bug remix)
- Bob Dylan - "Masters of War" (Scientific American remix)
- Whodini - "Freaks come out at Night" (Mistabishi remix)
- Deltron 3030 - "Virus" (Dan the Automator remix)

## Accueil
- GameSpot : 7/10
- IGN : 7,5/10